# Maja Ostaszewska
Maja Ostaszewska   (Cracòvia, 3 de setembre de 1972) és una actriu polonesa. Va fer el seu debut a la gran pantalla apareixent en un petit paper al drama històric La llista de Schindler de 1993, abans d'interpretar el paper principal a la pel·lícula dramàtica Przystan (1998), pel qual va rebre el premi a la millor actriu al Festival de Cinema de Gdynia, guardó que va rebre per segon cop pel seu paper a Prymas – trzy lata z tysiąca (2000). Des de llavors, Ostaszewska ha aparegut en més de 30 pel·lícules i ha rebut sis nominacions als premis de l'Acadèmia polonesa a la millor actriu, guanyant dues vegades: per Jack Strong (2014) i Body/Ciało (2015).
Ostaszewska també ha protagonitzat les pel·lícules Katyń (2007), W imię... (2013), Śniegu już nigdy nie będzie (2020), Teściowie (2021) i la seva seqüela, Broad Peak (2022), Zielona granica (2023) i Kolory zła. Czerwień (2024).

## Trajectòria
Ostaszewska va néixer a Cracòvia i és filla del músic Jacek Ostaszewski. Ostaszewska es va criar com a budista. Va començar la seva formació d'actriu a la seva Cracòvia natal i, més endavant, es va graduar a l'Acadèmia Nacional d'Arts Escèniques el 1996. Des de llavors ha actuat sovint al Teatr Rozmaitości de Varsòvia, treballant amb directors polonesos com Krystian Lupa, Krzysztof Warlikowski i Grzegorz Jarzyna. El 1993, durant la seva formació com a actriu, va fer un petit paper a la pel·lícula dramàtica La llista de Schindler de Steven Spielberg. El 1996 va fer el paper de Rosalinde a Al vostre gust de William Shakespeare.
El 1998, Ostaszewska va interpretar el paper principal a la pel·lícula dramàtica Przystan. Per aquest treball va rebre el premi a la millor actriu al Festival de Cinema polonès celebrat a Gdynia. Va rebre el seu segon premi al mateix festival a la millor actriu i el primer premi de l'Acadèmia polonesa a la millor actriu per Prymas – trzy lata z tysiąca (2000). També va rebre el premi Paszport Polityki en reconeixement de la seva carrera al cinema i una altra nominació per Przemiany el 2004.
A la televisió, Ostaszewska va protagonitzar la sèrie dramàtica Removals el 2001, i després va ser membre del repartiment de la sèrie de drama mèdic Na dobre i na złe (2003-2008). El 2008 va protagonitzar la primera temporada del drama bèl·lic Czas honoru, la comèdia dramàtica Przepis na życie (2011-2013) i el drama mèdic Diagnoza (2017-2019). El 2012 va rebre el premi Telekamera a la millor actriu, i el febrer de 2013 va rebre una nominació al premi Wiktor per la millor interpretació televisiva. Va aparèixer també al telefilm El coratge d'Irena Sendler (2009) protagonitzat per Anna Paquin.
Posteriorment, Ostaszewska va aparèixer a les pel·lícules Tam, gdzie żyją Eskimosi i El pianista el 2002. Va interpretar un dels personatges principals del drama històric Katyń d'Andrzej Wajda, nominat a l'Oscar el 2007. Va aparèixer a la pel·lícula de comèdia Ile wazy kon trojanski? (2008) i va protagonitzar el drama Janosik: A True Story (2009) dirigit per Agnieszka Holland. Va interpretar personatges principals a la pel·lícula dramàtica criminal Uwiklanie (2011) i a la pel·lícula dramàtica W imię... (2013). A continuació, va protagonitzar Jack Strong (2014) i Body/Ciało  (2015), rebent el premi de l'Acadèmia polonesa a la millor actriu el 2015 i el 2016.
El 2020 Ostaszewska va protagonitzar la pel·lícula de comèdia dramàtica Śniegu już nigdy nie będzie, rebent una altra nominació a l'Acadèmia polonesa a la millor actriu. Aquest fil va ser seleccionat com a proposta de Polònia a la millor pel·lícula internacional als Premis Oscar de 2020, però no va ser nominada. A continuació, va protagonitzar la sèrie de drama criminal Klangor, la pel·lícula de comèdia Teściowie (2021) i la pel·lícula biogràfica Broad Peak (2022). El 2023 Ostaszewska va protagonitzar la pel·lícula dramàtica Zielona granica dirigida per Agnieszka Holland. El 2024 va protagonitzar la pel·lícula de misteri Kolory zła. Czerwień per a Netflix.
Ostaszewska té una relació amb el director de fotografia polonès Michał Englert, fill de l'actor Maciej Englert. Tenen dos fills, Franciszek (2007) i Janina (2009). Ostaszewska és vegetariana i budista. També és coneguda pel seu suport als drets de la comunitat LGBT.